# Larry Lamb
Lawrence Douglas Lamb (10 oktober 1947, Edmonton, Engeland) is een Brits acteur. Hij is vooral bekend van de televisieseries Who's Afraid of the Big Bad Wolf ?, EastEnders en Gavin & Stacey.

## Biografie
Lamb, opgegroeid in een gezin van vier kinderen, begon bij het amateurtoneel, maar toen hij door een oliemaatschappij via Libië naar Canada werd gezonden, besloot hij ter plekke om beroepsacteur te worden. Dit leidde ertoe dat hij in 1975 en 1976 te zien was op het landelijke Stratford-festival.
In 1977 maakte Lamb zijn televisiedebuut in een aflevering van The New Avengers en twee jaar later speelde hij een journalist in Superman. Een grotere rol was voor hem weggelegd in Triangle, een serie die zich afspeelt op de North Sea Ferries; tussen 1981 en 1983 werden er 78 afleveringen van gemaakt.
Vanaf 2007 was Lamb drie jaar lang te zien in de comedyserie Gavin & Stacey als Gavins vader Mick Shipman. Tussendoor (2008-2009) speelde hij in EastEnders de manipulatieve Archie Mitchell. Voor deze rol liet hij zich inspireren door zijn vader, met wie hij regelmatig ruzie had. 
In maart 2010 was Lamb met andere Bekende Britten (onder meer Meg Matthews en Emma Parker-Bowles) te zien in een speciale docusoap a la De Frogers: Effe geen cent te makken; het werd uitgezonden door de BBC.
In 2016 deed Lamb mee aan I'm A Celebrity ... Get Me Out Of Here; hij werd als zesde weggestemd.
Samen met zijn oudste zoon George trok hij door Turkije voor het reisprogramma Turkey to a B.
- Bibliothèque nationale de France: cb14040004x (data)
- Gemeinsame Normdatei: 1061339947
- International Standard Name Identifier: 0000 0001 1725 7038
- Library of Congress Control Number: no2011034329
- MusicBrainz: 6f032a0f-ae00-40dd-88a8-242706eddf52
- Nederlandse Thesaurus van Auteursnamen: 074334093
- Virtual International Authority File: 166508749